# Alfred von Rosen

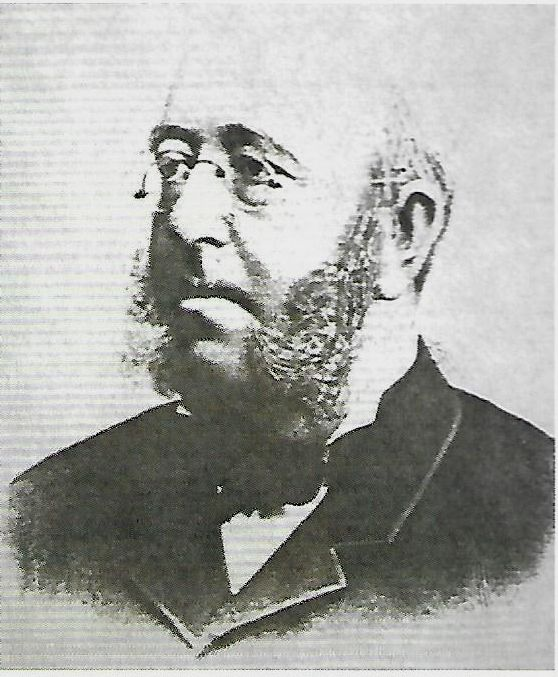
Alfred von Rosen (1825–1912)

Alfred von Rosen (* 30. April 1825 in Segeberg (Holstein); † 19. September 1912 in Schleswig) war ein königlich dänischer Beamter und später königlich preußischer Regierungspräsident.

## Herkunft und Familie
Er entstammte der 1622 erstmals in Stralsund erwähnten Beamten- und Offiziersfamilie Rose(n) und war der älteste Sohn des königlich dänischen Amtmannes und Kammerherrn Wilhelm von Rosen (1788–1853) und der Sophie Decker (1799–1868). Seine beiden Brüder waren der königlich dänische Oberpräsident und Kammerherr Carl von Rosen (1819–1891) sowie der königlich dänische Stabsoffizier im Armeeoberkommando Sigismund von Rosen (1827–1864). Rosen heiratete 1856 in Kopenhagen Karoline von Stampe, die Tochter eines dänischen Legationsrats. Aus der Ehe gingen sechs Töchter hervor, darunter Anna Rosine von Rosen.

## In dänischen Diensten
Im Jahr 1844 legte von Rosen das Abitur an der Plöner Gelehrtenschule ab. Anschließend studierte er Rechtswissenschaften in Kiel. Während des schleswig-holsteinischen Krieges 1848 kämpfte er als Freiwilliger gegen Dänemark. Im Jahr 1849 wurde von Rosen zum Auskultator beim holsteinischen Obergericht vereidigt. 1852 wurde er wissenschaftlicher Hilfsarbeiter im dänischen Ministerium für Holstein und Lauenburg. Im Jahr 1854 wurde er dort zum Bevollmächtigten erhoben und 1855 folgte die Ernennung zum Ministerialsekretär. Schließlich wurde von Rosen 1859 Departmentchef des Ministeriums. Im Jahr 1862 wurde er Rat in der holsteinischen Regierung in Plön. Im Jahr 1864 wurde er nach dem Deutsch-Dänischen Krieg aus dem dänischen Staatsdienst mit Pensionsanspruch entlassen.

## In preußischen Diensten
Im Jahr 1866 wurde er zum preußischen Regierungsrat ernannt und war Sektionschef, angesiedelt unterhalb des Oberpräsidenten der Provinz Schleswig-Holstein. Im Jahr 1868 wechselte er zur Regierung in Schleswig und wurde dort 1878 zum Oberregierungsrat und Abteilungsdirigenten ernannt. Im Jahr 1880 wurde er Regierungspräsident in Arnsberg. Im Jahr 1882 vertrat er zeitweise den dienstunfähigen Oberpräsidenten der Provinz Westfalen Friedrich von Kühlwetter. Im Zusammenhang mit dem großen Bergarbeiterstreik von 1889 wurde auf Wunsch Wilhelm II. während der Sitzung des Kronrats am 27. Mai 1889 beschlossen, von Rosen als Regierungspräsident zu entlassen. Hinzu kamen gesundheitliche Gründe. Während der Sitzung des Staatsministeriums am 6. Juni 1889 wurde von Rosen als fast blind und schwerhörig beschrieben und geurteilt, er sei für die Repräsentation der Staatsregierung nicht mehr geeignet. Daraufhin wurde er unter Ernennung zum Wirklichen geheimen Rat und Oberregierungsrat I. Klasse aus dem Staatsdienst entlassen. Während seiner Amtszeit in Arnsberg wurde von Rosen Vorstandsmitglied des Westfälischen Provinzialvereins für Wissenschaft und des Luthervereins für Westfalen.